# Gongylomorphus bojerii
Gongylomorphus bojerii is een hagedis uit de familie skinken (Scincidae).

## Naam en indeling
De wetenschappelijke geslachtsnaam Gongylomorphus betekent vrij vertaald 'balvormig'; gongylo = afgerond of bal en morphus (Μορφεύς) = vorm. De soortaanduiding bojerii is een eerbetoon aan de Tsjechische natuuronderzoeker Wenzel Bojer (1800-1856).
De wetenschappelijke naam van de soort werd voor het eerst voorgesteld door Julien Desjardins in 1831. Oorspronkelijk werd de naam Scincus bojerii gebruikt. Later werd de soort ingedeeld bij de geslachten Gongylus en Scelotes. Het is de enige soort uit het monotypische geslacht Gongylomorphus. Het geslacht werd voor het eerst beschreven door Édouard-Raoul Brygoo in 1981.
Er worden drie ondersoorten erkend waarvan er één is uitgestorven.

### Ondersoorten
De drie ondersoorten verschillen zowel in uiterlijk als verspreidingsgebied.
| Naam                               | Auteur           | Verspreidingsgebied     |
| ---------------------------------- | ---------------- | ----------------------- |
| Gongylomorphus bojerii bojerii     | Desjardins, 1831 | Mauritius, Round Island |
| † Gongylomorphus bojerii borbonica | Vinson, 1970     | Réunion                 |
| Gongylomorphus bojerii fontenayi   | Vinson, 1973     | Mauritius               |

## Verspreiding en habitat
Gongylomorphus bojerii komt voor op de Mascarenen, een eilandengroep bestaande uit het zelfstandige land Mauritius en de vele eilandgroepen eromheen en het eiland Réunion, dat tot Frankrijk behoort. De hagedis is aangetroffen op een hoogte van ongeveer 280 meter boven zeeniveau.
De skink is een bodembewoner die echter ook wel klimt op rotsen en in struiken en bomen.

## Bedreiging en bescherming
De soort was ooit algemeen op het hoofdeiland Mauritius en op Réunion, evenals de vele kleine eilandjes die hier omheen liggen. In de negentiende eeuw werden echter verschillende exoten geïntroduceerd die op de hagedis jaagden. De voornaamste vijanden waren de wolfstandslang Lycodon capucinus en de muskusspitsmuis (Suncus murinus) maar ook andere door de mens meegebrachte dieren zoals ratten en katten hebben meegedragen aan de achteruitgang van de skink. Tegenwoordig is de skink alleen te vinden op enkele eilanden rond Mauritius en is uitgestorven op Réunion.
Toen de muskusspitsmuis op Flat Island werd geïntroduceerd zijn de populaties van de skink snel gedecimeerd en tegenwoordig wordt de soort hier beschouwd als uitgestorven. Flat Island heeft een oppervlak van iets meer dan 2,5 vierkante kilometer en was het grootste eiland waarop de skink te vinden was. Het eiland was goed voor 40 procent van de totale oppervlakte van het areaal en herbergde 80% van het totale aantal dieren.
Door de internationale natuurbeschermingsorganisatie IUCN is de beschermingsstatus 'ernstig bedreigd' toegewezen (Critically Endangered of CR).